# Drangstedt

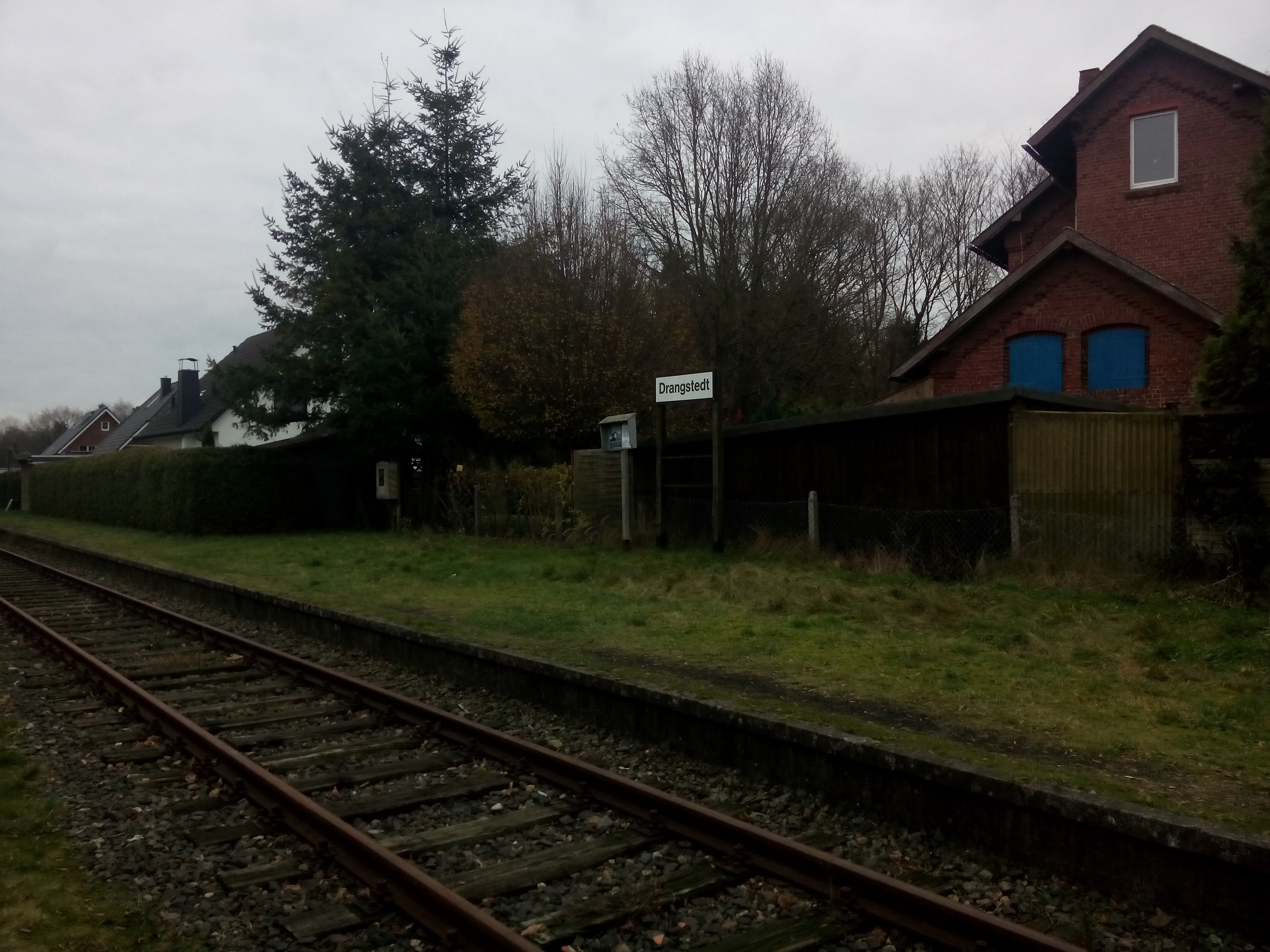
Bahnhof Drangstedt (2015)

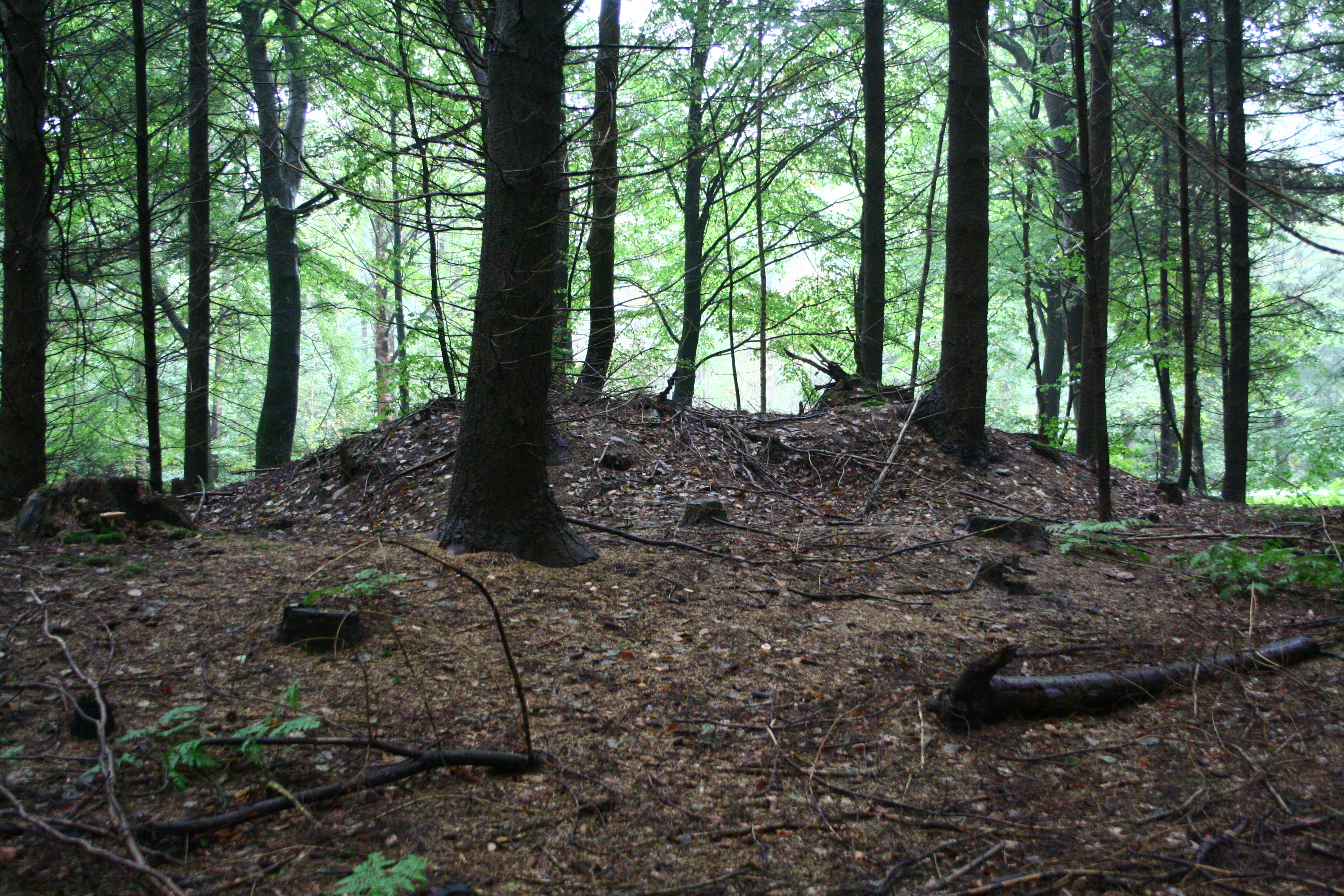
Großsteingrab Drangstedt (2015)

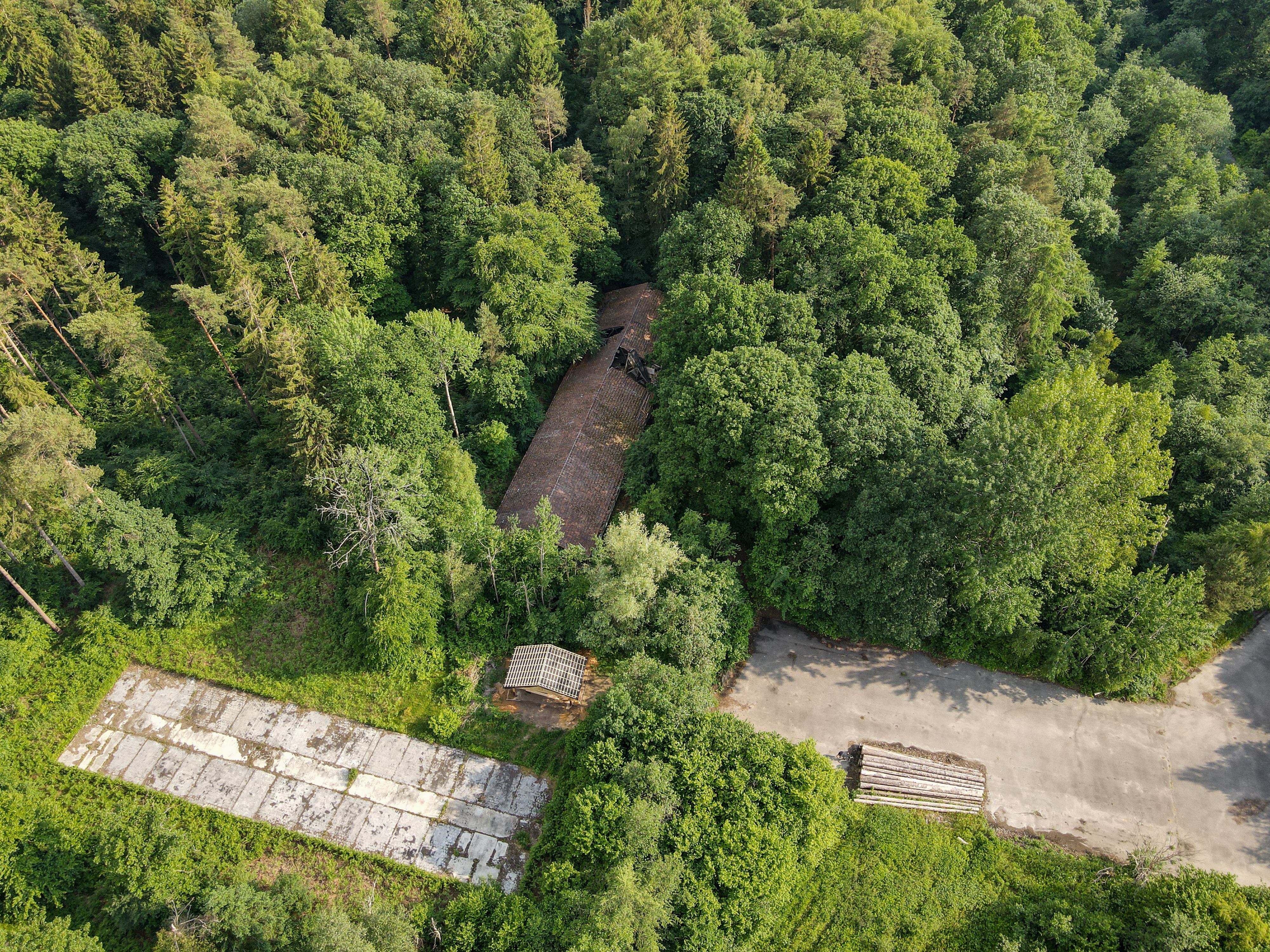
Waldkrankenhaus Drangstedt

Drangstedt (niederdeutsch Drangst) ist eine Ortschaft in der Stadt Geestland im niedersächsischen Landkreis Cuxhaven.

## Geografie

### Lage
Drangstedt liegt im Elbe-Weser-Dreieck zwischen den Städten Bremerhaven, Cuxhaven und Bremervörde. Zum Ort gehört eine Waldfläche von 6,34 km²; Anziehungspunkt für Naherholungssuchende.

### Nachbarorte
|                                      | Hymendorf00Flögeln                          | Bad Bederkesa – Ortsteil Fickmühlen     |
| Debstedt                             | Kompassrose, die auf Nachbargemeinden zeigt | Bad Bederkesa                           |
| Wehden (Einheitsgemeinde Schiffdorf) | Elmlohe                                     | Kührstedt – Ortsteil Alfstedt Kührstedt |

(Quelle:)

## Geschichte
Ort und Name Drang-Stede entstand um 500 v. Chr. bis 300 v. Chr. und soll auf eine frühere Viehtränke zurückzuführen sein.  Orte auf der Geest erhielten Namen mit der Endung -stedt. Urkundlich erwähnt wurde Drangstedt erstmals 1312. In der Gemarkung leben nachweislich schon seit mehr als 6000 Jahren Menschen. Die Hünenbetten von Drangstedt liegen im Knüppelholz zwischen der L 120 (Hafenstraße) und der Bahnlinie. In der Umgebung sind noch etwa 100 Hügelgräber vorhanden, die mindestens 4000 Jahre und älter sind. Im Laufe der Zeit wurden jedoch alle geöffnet und geplündert.

### Waldlazarett
Im Zweiten Weltkrieg wurde 1942 in dem Waldgebiet Knüppelholz ein Waldlazarett in Barackenbauweise errichtet, in dem bis 1958 Soldaten behandelt wurden. Danach zog ein Altersheim ein. Von 1967 bis 1983 existierten hier Truppenunterkünfte der U.S. Army und anschließend der Bundeswehr. Das Areal konnte vom Bahnhof Langen aus mit der Buslinie D der Verkehrsgesellschaft Bremerhaven AG (VGB) erreicht werden. Später wurde die gesamte Anlage planiert; eine Barackenruine ist erhalten (2019).

### Eingemeindungen
Die Samtgemeinde Bederkesa entstand 1971 und umfasste mit Drangstedt acht Gemeinden.
Zum 1. Januar 2015 bildete Drangstedt mit den übrigen Gemeinden der Samtgemeinde Bederkesa und der Stadt Langen die neue Stadt Geestland.

### Einwohnerentwicklung
| Jahr | Einwohner | Quelle |
| ---- | --------- | ------ |
| 1910 | 423       | [ 7 ]  |
| 1925 | 531       | [ 8 ]  |
| 1933 | 586       | [ 8 ]  |
| 1939 | 610       | [ 8 ]  |
| 1950 | 14550     | [ 9 ]  |
| 1956 | 12010     | [ 9 ]  |
| 1973 | 10340     | [ 10 ] |
| 1975 | 1655 ¹    | [ 11 ] |
| 1980 | 2536 ¹    | [ 12 ] |

| Jahr | Einwohner | Quelle |
| ---- | --------- | ------ |
| 1985 | 2364 ¹    | [ 12 ] |
| 1990 | 1320 ¹    | [ 12 ] |
| 1995 | 1316 ¹    | [ 12 ] |
| 2000 | 1474 ¹    | [ 12 ] |
| 2005 | 1486 ¹    | [ 12 ] |
| 2010 | 1462 ¹    | [ 12 ] |
| 2014 | 1469 ¹    | [ 12 ] |
| 2017 | 15710     | [ 2 ]  |
| 0    | 0         | 0      |

¹ jeweils zum 31. Dezember
|  |

## Politik

### Ortsrat
Der Ortsrat von Drangstedt setzt sich aus sieben Ratsmitgliedern zusammen, durch eine Kommunalwahl für jeweils fünf Jahre gewählt. Die aktuelle Amtszeit begann am 1. November 2021 und endet am 31. Oktober 2026.
Aus den Ergebnissen der vergangenen Ortsratswahlen ergaben sich folgende Sitzverteilungen:
| Wahljahr | CDU | SPD | parteilos | Gesamt  |
| -------- | --- | --- | --------- | ------- |
| 2021     | 4   | 3   | –         | 7 Sitze |
| 2016     | 5   | 1   | 1         | 7 Sitze |

### Ortsbürgermeister
Der Ortsbürgermeister von Drangstedt ist Rafael Platek (CDU). Seine Stellvertreterin ist Wiebke Nieuwkoop (CDU).

### Wappen
Der Entwurf des Kommunalwappens von Drangstedt stammt von dem Heraldiker und Wappenmaler Gustav Völker, der im Landkreis Cuxhaven an die 25 Wappen entworfen hat.
| Wappen von Drangstedt | Blasonierung: „In Silber zwei schwebende, bewurzelte grüne Tannen über einem grünen Hügel, belegt mit einem goldenen, silber-gehörnten Ochsenkopf; der Hügel über einem silbernen Schildfuß.“                         |
| Wappen von Drangstedt | Wappenbegründung: Die Tannen sind Sinnbilder des Drangstedter Forstes. Der Hügel erinnert an die Steingräber und der Ochsenkopf über dem silbernen Schildfuß weist auf die Deutung des Ortsnamens als Viehtränke hin. |

## Kultur und Sehenswürdigkeiten

### Baudenkmale
- Villa An der Bahn 11 von um 1900

### Regelmäßige Veranstaltungen
- Karsamstag: Osterfeuer
- Pfingsten: Maibaumaufstellen
- Juli: Sportwoche

## Wirtschaft, Verkehr, Infrastruktur
Der Ort war rein landwirtschaftlich geprägt. Nach dem Bau der Eisenbahn (1896) von Bremerhaven nach Bad Bederkesa bauten hier Geschäftsleute und Kapitäne aus Bremerhaven Wohnhäuser.
Die Bahnlinie wurde 1968 für den Personenverkehr stillgelegt, zwischenzeitlich aber von der Museumsbahn Bremerhaven–Bederkesa wieder befahren. Die VBN-Buslinie 525 führt durch den Ort. Des Weiteren verkehrt regelmäßig ein Anruf-Sammel-Taxi.
Über die Anschlussstelle Debstedt ist der Ort ans Autobahnnetz angebunden.

## Persönlichkeiten
Söhne und Töchter des Ortes
- Barbara Ambrosius (1944–2023), Juristin und frühere Richterin am Bundesgerichtshof
- Bernd Ravens (* 1944), Politiker (parteilos, ehemals CDU), Abgeordneter der Bremischen Bürgerschaft und 16 Jahre lang Vizepräsident dieses Parlaments
- Brigitte Adler (1944–2004), Politikerin (SPD), Landtagsabgeordnete in Baden-Württemberg, Bundestagsabgeordnete
- Karin Blumberger-Sauerteig (* 1945), Diplomatin
- Torsten Lange (* 1945), Politiker (Grüne), Mitglied des Bundestages von 1985 bis 1987
- Werner Hoyer (* 1946), Politiker aus Bremerhaven (SPD) und Mitglied der Bremischen Bürgerschaft (1983–2003)
- Peter Uhlig (* 1952), Beamter